# Mieczysław Pęcherski

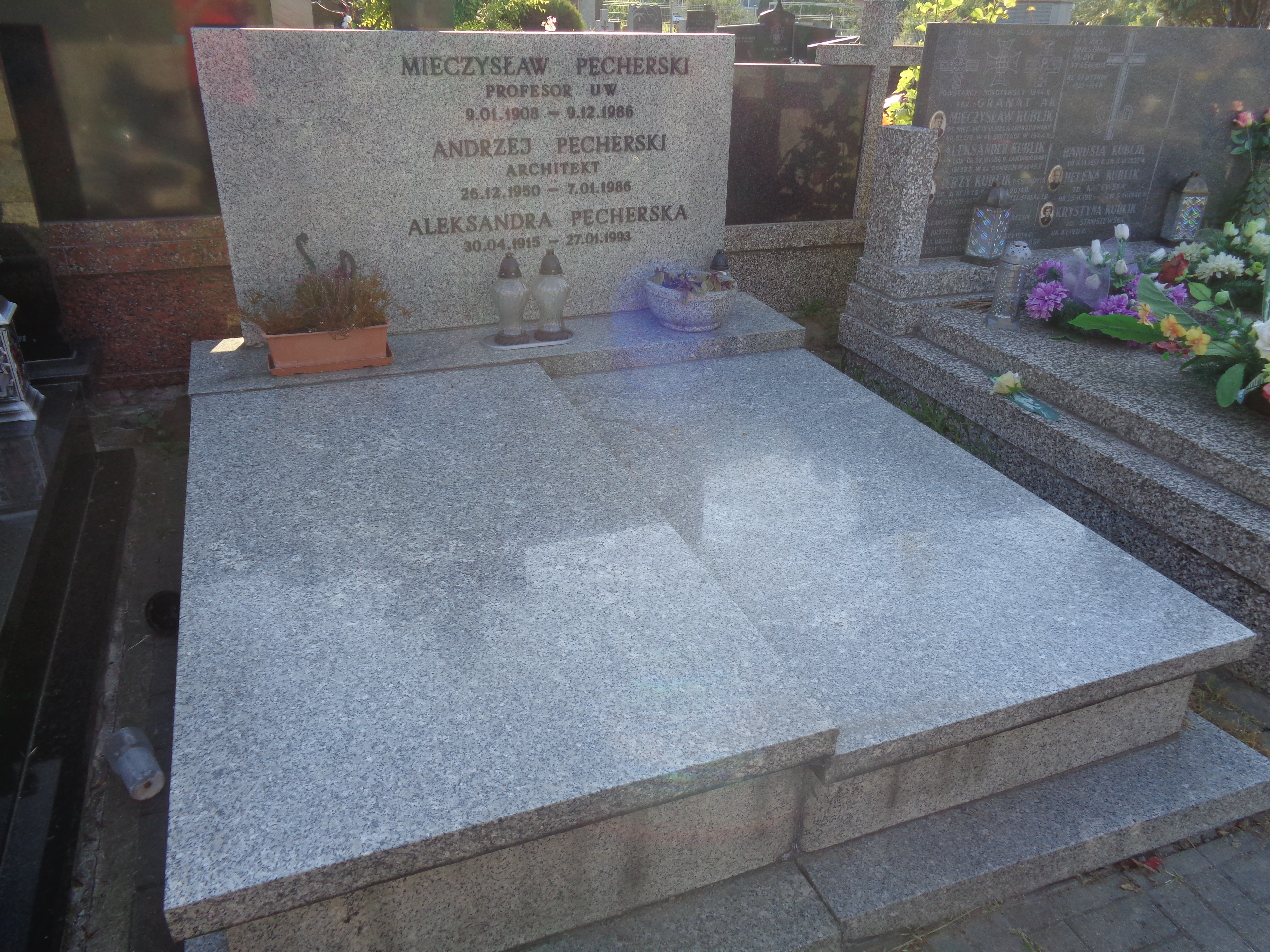
Grób Mieczysława Pęcherskiego na starym cmentarzu na Służewie przy ulicy Fosa

Mieczysław Pęcherski (ur. 9 stycznia 1908 w Rudzie, zm. 9 grudnia 1986 w Warszawie) – polski pedagog, profesor Uniwersytetu Warszawskiego.
W latach 1931–1939 był nauczycielem Państwowego Gimnazjum Żeńskiego im. Anny z Sapiehów Jabłonowskiej w Białymstoku. Był członkiem honorowym Comparative Education Society in Europe. Interesował się głównie dydaktyką języka polskiego, organizacją szkolnictwa oraz pedagogiką porównawczą. 

## Odznaczenia
- Złoty Krzyż Zasługi (7 lipca 1955)[1],
- Srebrny Wawrzyn Akademicki (7 listopada 1936)[2].

## Ważniejsze prace
- Reforma szkolnictwa w ZSRR (1959)
- Szkolnictwo i oświata w Bułgarii (1970)
- Szkolnictwo i oświata w NRD (1970)
- Szkoła ogólnokształcąca w Polsce Ludowej (1973)
- Polityka oświatowa (1975)
- System oświaty w Polsce Ludowej na tle porównawczym (1981)